# Makalu
Makalu je gora v Himalaji v Tibetu na Kitajskem in je z 8463 m peta najvišja gora na svetu in prvi osemtisočak, ki so ga osvojili slovenski, takrat jugoslovanski, alpinisti.
Leta 1975 sta na odpravi pod vodstvom Aleša Kunaverja, sta po prvenstveni južni smeri 6. oktobra na vrh gore stopila Stane Belak - Šrauf in Marjan Manfreda - Marjon. 8. oktobra sta jima sledila Janko Ažman in Nejc Zaplotnik, dva dni kasneje Viki Grošelj in Ivč Kotnik, 11. oktobra pa še Janez Dovžan.